# Ernolsheim-Bruche
Ernolsheim-Bruche is een gemeente in het Franse departement Bas-Rhin (regio Grand Est). De plaats maakt deel uit van het arrondissement Molsheim. Ernolsheim-Bruche telde op 1 januari 2022 1.920 inwoners.

## Geografie
De oppervlakte van Ernolsheim-Bruche bedroeg op 1 januari 2022 6,59 vierkante kilometer; de bevolkingsdichtheid was toen 291,4 inwoners per km².

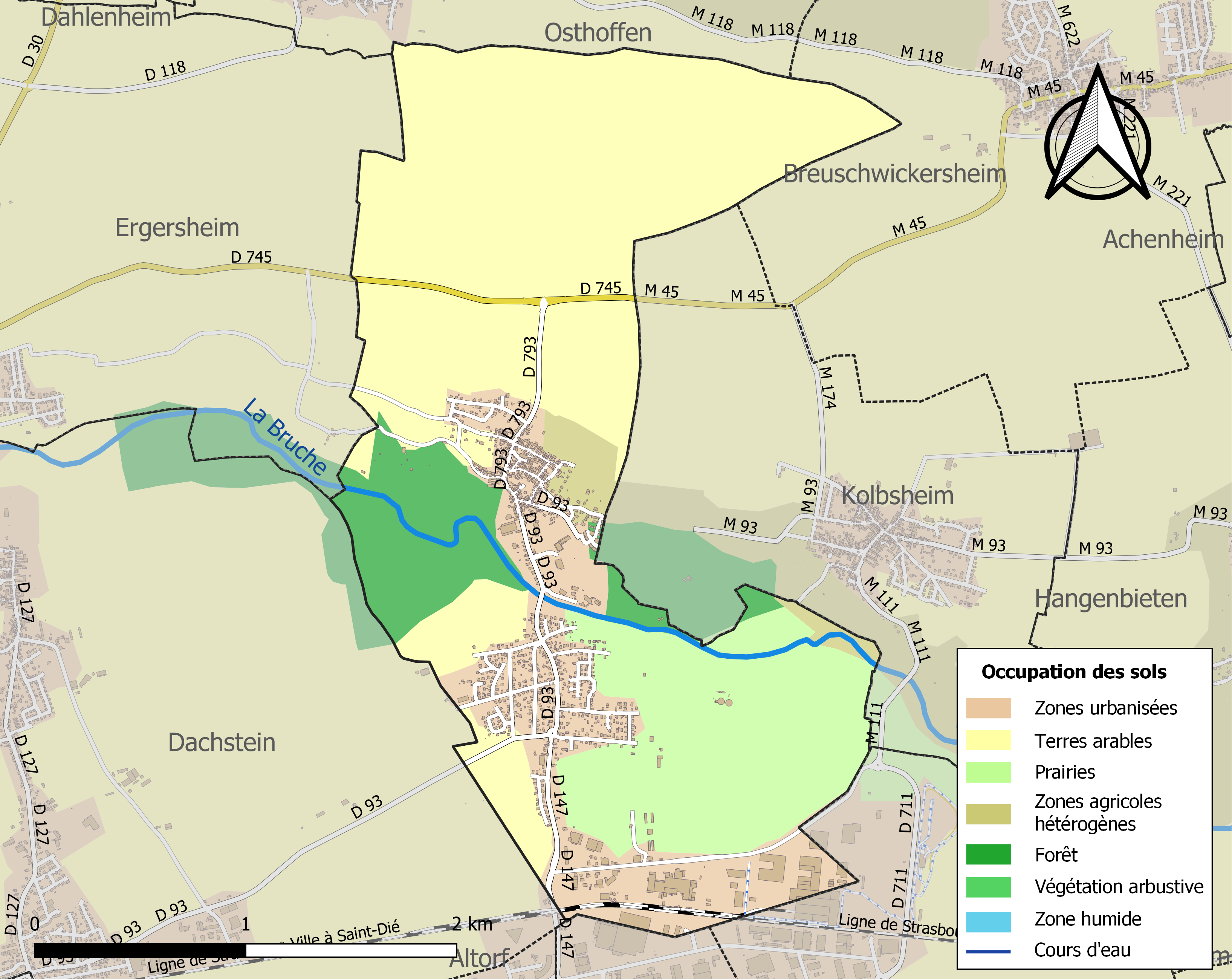
Kaart van de gemeente met de belangrijkste infrastructuur, bodemgebruik en omliggende gemeenten

## Demografie
Onderstaande figuur toont het verloop van het inwonertal (bron: INSEE-tellingen).